# Rio da Conceição
Rio da Conceição est une municipalité brésilienne située dans l'État du Tocantins.